# Цибуля пскемська
Цибу́ля пске́мська (Allium pskemense) — багаторічна рослина підродини цибулевих, описана біологом О. П. Федченком. Рідкісний вид, ендемік Західного Тянь-Шаню. Декоративна, лікарська та харчова культура, яку в місцевій середньоазійській кулінарії застосовують як овоч. Монотиповий вид, в межах якого не описано жодних субтаксонів.

## Опис

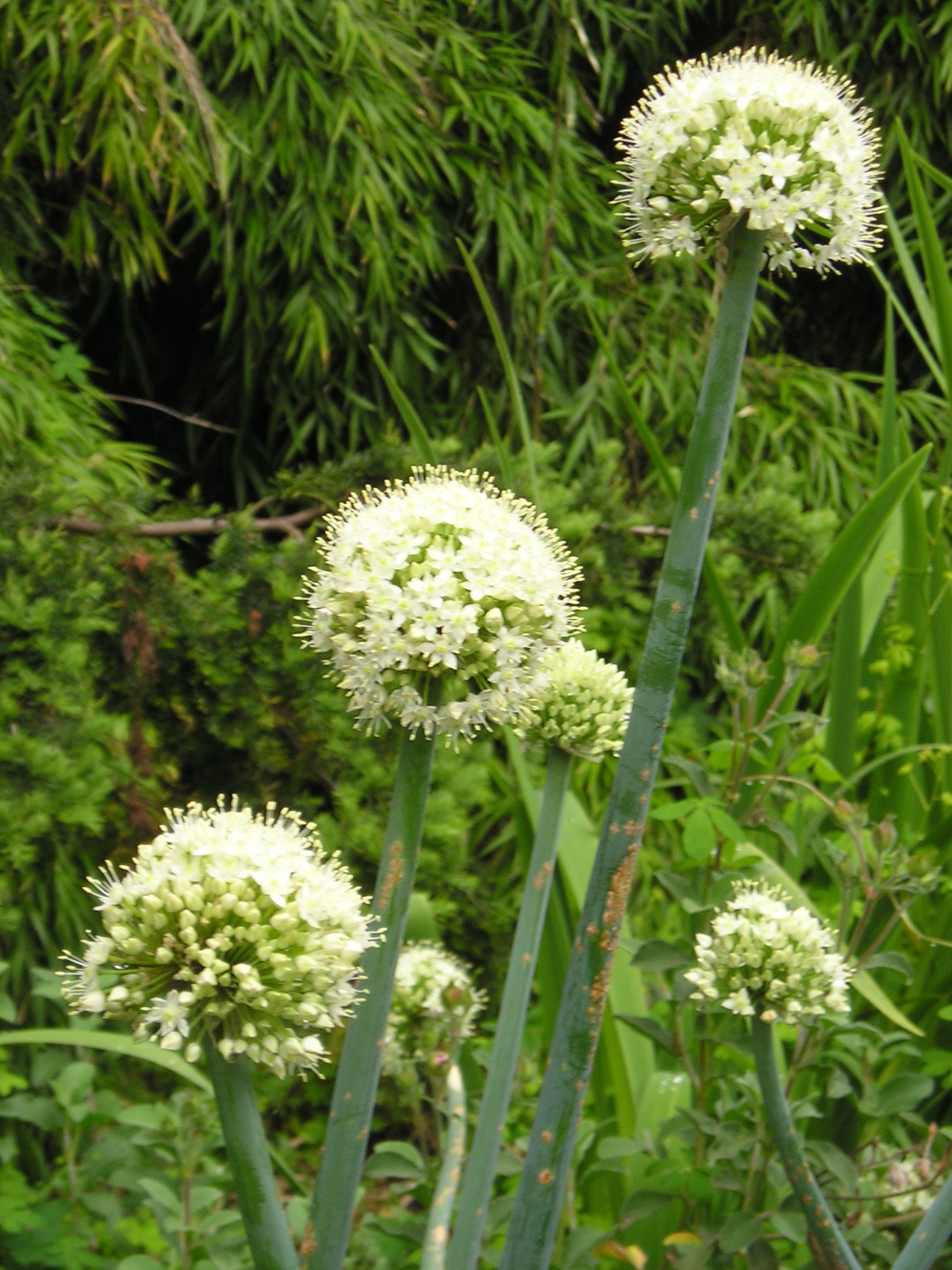
Суцвіття.

Багаторічна трав'яниста рослина заввишки 40–80 (зрідка до 100) см, геофіт. Підземні органи представлені цибулинами, які по кілька штук кріпляться до єдиного короткого кореневища або бувають поодинокими. Цибулини завширшки 4–6 см, видовжено-яйцеподібні, вкриті червоно-бурими, тонкими, шкірястими, суцільними оболонками. Їхня середня вага складає 70 г.
Стебло прямостояче, міцне, порожнисте, у ніжній половині трохи здуте, біля самої основи вкрите гладенькими листковими піхвами. Листків 2–4 (рідше 5–7), вони удвічі коротші за стебло, завтовшки 2-3 см, прямі, циліндричні, дудчасті, звужені до верхівки у гострячок, зелені із сизим або блакитнуватим відтінком.
Суцвіття — кулястий, густий, багатоквітковий зонтик завширшки 5–8 см, вкритий покривалом, яке майже дорівнює йому за розмірами. Квітконіжки однакові за розміром (1,5–2,5 см завдовжки), з приквітками, розташованими при їхній основі. Оцвітина зірчастої форми, з рівними, яйцеподібними або еліптично-яйцеподібними, тупими листочками (пелюстками) завдовжки 5–6 мм. Листочки оцвітини білого кольору з ледь помітною жилкою. Тичинкові нитки трохи довші за оцвітину, білі, основами зрослі між собою та з листочками оцвітини, вище оцвітини трохи спаяні в кільце. У зовнішньому колі вони шилоподібні, у внутрішньому мають двозубу основу, майже втричі ширшу ніж у тичинкових ниток зовнішнього кола і значно ширшу за основу листочків оцвітини. Пиляки жовті. Стовпчик маточки коротший за зав'язь і плід, що являє собою кулясто-тригранну коробочку.
Як і усі представники роду, цей вид має специфічний цибулевих запах, який можна відчути при розтиранні листків. На смак вони гіркувато-гострі, що обумовлене високим вмістом сірчаних сполук. Окрім них зелень цього виду містить вітаміни та фітонциди.

## Поширення
Цибуля пскемська належить до ендеміків — видів з вузьким ареалом. Її зона поширення цілком лежить у межах Західного Тянь-Шаню, де ця рослина трапляється здебільшого на Чаткальському хребті і в Талаському Ала-Тоо, зокрема, у басейнах річок Пскем, Аксу та Угем. Саме на честь першої з цих річок, у долині якої її було знайдено першовідкривачем О. П. Федченком, цибуля пскемська і отримала свою видову назву.

## Екологія
Рослина посухостійка (ксерофіт), світлолюбна, морозостійка: витримує пониження температури до -18 °C. Віддає перевагу поживним, але кам'янистим ґрунтам. Зростає на схилах, осипищах, серед скель та в ущелинах поміж камінням переважно у середньому поясі гір. Найбільші висоти, на яких її було знайдено, становлять близько 2400 м над рівнем моря. Здебільшого трапляється у розріджених заростях ялівцю. Цибуля пскемська добре пристосована до несприятливих умов зростання, її кореневища закріплюють рослину на схилі, завдяки чому вона здатна протистояти гірським вітрам та не вимивається з ґрунту дощовими потоками.
Розмножується насінням та вегетативно. Паростки з'являються наприкінці березня, а на початку травня починає формуватись квітконос. Цвітіння відбувається у червні-липні (інколи навіть у серпні), плоди достигають у серпні-вересні. Завершується вегетація у жовтні. Насіння доволі дрібне, добре розноситься вітром (анемохорія), причому насіннєвий спосіб розмноження є основним. Водночас, вегетативне розмноження, хоча й не таке поширене, але теж успішне. При цьому стара цибулина утворює дві, а в сприятливі роки 3-4, дочірні цибулини. Внаслідок вегетативного розмноження нерідко утворюються скупчення щільністю до 10 особин на 1 м²; якщо такі клони утворюються у щілині, то внаслідок тиску одна на одну цибулини часто деформуються, набуваючи пласкої або багатогранної форми. При цьому частина цибулин може бути витіснена на поверхню ґрунту і змита дощовим потоком. Внаслідок такого перенесення маленькі цибулини здатні укорінюватись на відстані від материнської особини і давати початок новим клонам.
Схожість насіння у цього виду дуже низька і становить лише 1-3 %. У природі головна причина цього — пошкодження насінин комахами, значно меншою мірою — недорозвинення ендосперму. Розвиток паростків, пророслих з насіння, відбувається відносно повільно. Зазвичай, перше плодоношення відбувається у віці 2-3 років, але за несприятливих обставин ювенільний період розвитку може затягнутися до 5 років. Середня тривалість життя в особин цього виду перевищує 6 років.

## Значення і статус виду
Цибуля пскемська здавна відома мешканцям Казахстану, Киргизстану та Узбекистану, причому в останній країні це єдиний вид цибулі з усіх дикорослих, що використовують в кулінарії. Вважають, що першими її спробували пастухи, що випасали череди на гірських схилах. Сучасні селяни викопують рослини перш за все для споживання в їжу, меншою мірою — з лікувальною метою. До споживання придатні молоді стебла, листки та, власне, самі цибулини. Їхній смак подібний до смаку загальновідомої городньої цибулі, але дещо гостріший. Зелень та цибулини зазвичай вживають у салатах, часто маринують; в Узбекистані з неї готують особливу страву «хасиб».
Інколи подрібнену пскемську цибулю накладають на рану чи опік для пришвидшення загоєння, але наразі із поширенням сучасних лікувальних засобів такий спосіб використання відходить у минуле. Разом з тим, селекціонери вважають цю рослину вельми перспективною у галузі селекції. Увагу науковців привернули, перш за все, дві важливі якості цього виду: морозостійкість та стійкість до ураження несправжньою борошнистою росою, яка становить неабияку загрозу для культурних сортів. Дослідниками вже отримані гібриди між цибулею городньою та пскемською, що успадкували стійкість до хвороби від материнської форми. До інших принад цього виду належить високий коефіцієнт вегетативного розмноження, ранній початок вегетації та здатність давати нове листя після зрізання зелені.
У другій половині XX століття цибуля пскемська була інтродукована в кількох ботанічних садах, розташованих у широкому кліматичному діапазоні — від Каунаса до Алмати, від Санкт-Петербурга до Ташкента. В цих місцях вона пристосувалась до нових умов, утворила стійкі мікропопуляції, дає самосів. Квітникарі радять висаджувати її у міксбордерах, кам'янистих садках та на альпійських гірках. Декоративний ефект протягом усієї теплої пори року створюють як великі дудчасті листки, так і привабливі білі суцвіття.
Штучне відтворення врятувало цей вид від винищення, оскільки в місцях зростання у дикій природі цибуля пскемська стала рідкісною. Основними чинниками зменшення чисельності вважають викопування цибулин для споживання в їжу. Крім того, серед азійських скотарів побутувала думка, що цей вид цибуль шкідливий, оскільки при його споживанні молоко тварин набуває гіркуватого смаку. З цієї причини в минулому цибулю пскемську навіть винищували як бур'ян. Додатковим чинником ризику є низький коефіцієнт відтворення в природних умовах. Станом на 2017 рік цибулю пскемську охороняють у Чаткальському та Аксу-Джабаглинському заповідниках. Дієвим способом збільшення популяції буде введення в культуру у країнах, де цей вид використовують найбільше. Поки що цибулю пскемську не з декоративною метою вирощують лише в Узбекистані та Таджикистані.